# Вест-Браунсвілл (Пенсільванія)
Вест-Браунсвілл (англ. West Brownsville) — місто (англ. borough) в США, в окрузі Вашингтон штату Пенсільванія. Населення — 977 осіб (2020).

## Географія
Вест-Браунсвілл розташований за координатами 40°1′53″ пн. ш. 79°53′30″ зх. д. / 40.03139° пн. ш. 79.89167° зх. д. (40.031502, -79.891667).  За даними Бюро перепису населення США в 2010 році місто мало площу 3,68 км², з яких 3,36 км² — суходіл та 0,32 км² — водойми.

## Демографія
Згідно з переписом 2010 року, у селищі мешкали 992 особи в 430 домогосподарствах у складі 285 родин. Густота населення становила 269 осіб/км².  Було 503 помешкання (137/км²).
Расовий склад населення:
| - 96,2 % — білих - 1,4 % — чорних або афроамериканців - 0,7 % — корінних американців - 0,2 % — азіатів |

До двох чи більше рас належало 1,1 %. Частка іспаномовних становила 1,2 % від усіх жителів.
За віковим діапазоном населення розподілялося таким чином: 16,8 % — особи молодші 18 років, 65,5 % — особи у віці 18—64 років, 17,7 % — особи у віці 65 років та старші. Медіана віку мешканця становила 45,2 року. На 100 осіб жіночої статі у селищі припадало 91,1 чоловіків;  на 100 жінок у віці від 18 років та старших — 92,3 чоловіків також старших 18 років.
Середній дохід на одне домашнє господарство  становив 52 276 доларів США (медіана — 37 188), а середній дохід на одну сім'ю — 59 803 долари (медіана — 46 806). Медіана доходів становила 40 938 доларів для чоловіків та 27 153 долари для жінок. За межею бідності перебувало 9,2 % осіб, у тому числі 13,5 % дітей у віці до 18 років та 7,5 % осіб у віці 65 років та старших.
Цивільне працевлаштоване населення становило 385 осіб. Основні галузі зайнятості: виробництво — 23,1 %, роздрібна торгівля — 22,9 %, освіта, охорона здоров'я та соціальна допомога — 19,2 %.